# Rowen Fernández
Rowen Fernández (ur. 28 lutego 1978 w Springs) – południowoafrykański piłkarz grający na pozycji bramkarza.

## Kariera klubowa
Jest wychowankiem klubu Benoni Northerns. W 1996 roku stał się zawodnikiem drużyny Wits University FC i to w jej barwach zadebiutował w pierwszej lidze RPA. W drużynie „Studentów” występował przez pełne pięć sezonów, a największym sukcesem było zajęcie 6. pozycji w lidze w sezonie 1999/2000. W 2001 roku Rowen podpisał kontrakt z drużyną Kaizer Chiefs z Johannesburga. Przez pierwsze dwa sezony przegrywał jednak rywalizację z reprezentantem kraju, Brianem Baloyim, jednak ostatecznie w sezonie 2003/2004 stał się pierwszym bramkarzem klubu i wówczas wywalczył swój pierwszy w karierze tytuł mistrza RPA. Wcześniej jako rezerwowy wygrał Vodacom Challenge w 2003 roku, a także Coca-Cola Cup w tym samym roku. Jako pierwszy bramkarz Kaizer Chiefs w 2005 roku po raz drugi został mistrzem kraju, a w 2006 roku zdobył Vodacom Challenge, ABSA Cup i SAA Supa. Do 2007 roku rozegrał 140 spotkań i zdobył dwa gole - oba w sezonie 2006/2007. Pierwszego z nich zdobył w spotkaniu z Wits University (1:2) strzałem z rzutu karnego, natomiast drugiego w meczu z Mamelodi Sundowns dobijając swój strzał z jedenastki.
W lipcu 2007 roku wyjechał do Europy. Na zasadzie wolnego transferu przeszedł do niemieckiej Arminii Bielefeld, z którą podpisał kontrakt do 2010 roku. W Bundeslidze zadebiutował 24 listopada w przegranym 0:3 wyjazdowym spotkaniu z VfL Bochum. W Arminii był rezerwowym dla Mathiasa Haina. W 2011 odszedł do Supersport United, a w latach 2014-2015 grał w Bidvest Wits.
| Sezon   | Klub               | Kraj              | Rozgrywki             | Mecze | Bramki |
| ------- | ------------------ | ----------------- | --------------------- | ----- | ------ |
| 1996/97 | Wits University FC | Południowa Afryka | Premier Soccer League | 8     | 0      |
| 1997/98 | Wits University FC | Południowa Afryka | Premier Soccer League | 17    | 0      |
| 1998/99 | Wits University FC | Południowa Afryka | Premier Soccer League | 23    | 0      |
| 1999/00 | Wits University FC | Południowa Afryka | Premier Soccer League | 20    | 0      |
| 2000/01 | Wits University FC | Południowa Afryka | Premier Soccer League | 38    | 0      |
| 2001/02 | Kaizer Chiefs      | Południowa Afryka | Premier Soccer League | 18    | 0      |
| 2002/03 | Kaizer Chiefs      | Południowa Afryka | Premier Soccer League | 2     | 0      |
| 2003/04 | Kaizer Chiefs      | Południowa Afryka | Premier Soccer League | 19    | 0      |
| 2004/05 | Kaizer Chiefs      | Południowa Afryka | Premier Soccer League | 39    | 0      |
| 2005/06 | Kaizer Chiefs      | Południowa Afryka | Premier Soccer League | 25    | 0      |
| 2006/07 | Kaizer Chiefs      | Południowa Afryka | Premier Soccer League | 37    | 2      |
| 2007/08 | Arminia Bielefeld  | Niemcy            | Bundesliga            | 15    | 0      |
| 2008/09 | Arminia Bielefeld  | Niemcy            | Bundesliga            | 0     | 0      |
| 2009/10 | Arminia Bielefeld  | Niemcy            | 2. Bundesliga         | 1     | 0      |
| 2010/11 | Arminia Bielefeld  | Niemcy            | 2. Bundesliga         | 1     | 0      |
| 2010/11 | Supersport United  | Południowa Afryka | Premier Soccer League | 17    | 0      |
| 2011/12 | Supersport United  | Południowa Afryka | Premier Soccer League | 6     | 0      |
| 2012/13 | Supersport United  | Południowa Afryka | Premier Soccer League | 3     | 0      |
| 2013/14 | Supersport United  | Południowa Afryka | Premier Soccer League | 4     | 0      |
| 2014/15 | Bidvest Wits       | Południowa Afryka | Premier Soccer League | 2     | 0      |

## Kariera reprezentacyjna
Zanim został zawodnikiem pierwszej reprezentacji RPA, występował w drużynach U-21, a także U-23. W kadrze A zadebiutował 18 sierpnia 2004 roku w wygranym 2:0 towarzyskim spotkaniu z Tunezją. W 46. minucie spotkania zastąpił Hansa Vonka. W 2008 roku został powołany przez Carlosa Alberto Parreirę na Puchar Narodów Afryki 2008, jednak to Moeneeb Josephs był pierwszym bramkarzem „Bafana Bafana”.